# Motorland Aragón
Das Motorland Aragón (span. Ciudad del Motor de Aragón) ist ein Motorsport-Park in der Provinz Aragonien bei Alcañiz in Spanien.

## Streckenbeschreibung (FIM-Variante)

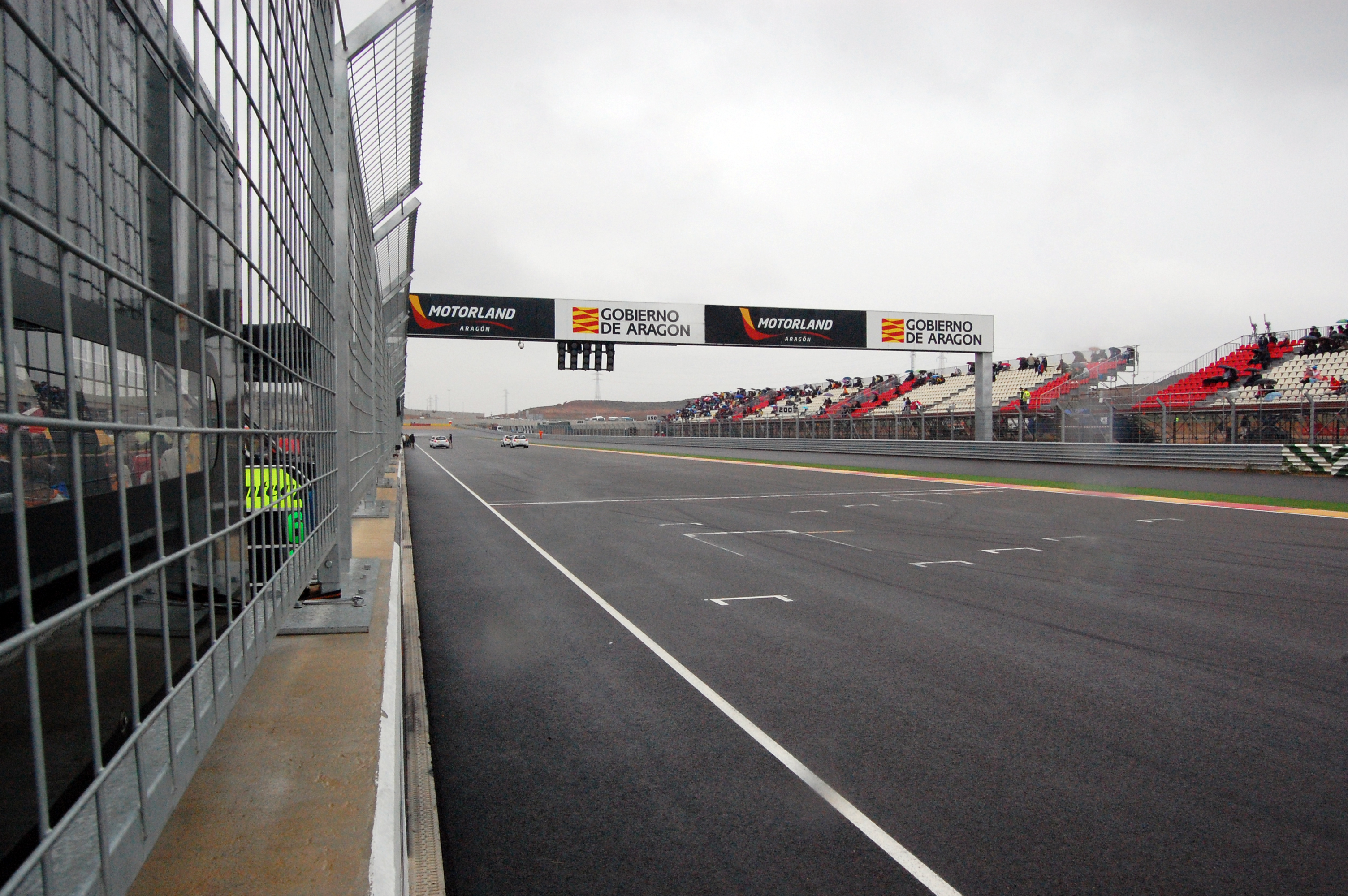
Start-/Zielgerade

Das Streckenprofil ist eine Mischung aus schnellen und langsamen Kurven und führt mit einem ständigen auf und ab durch die hügelige Landschaft. Die Strecke wird, wie zum Beispiel auch der Circuit Ricardo Tormo, entgegen dem Uhrzeigensinn gefahren und besitzt daher mehr Linkskurven. 

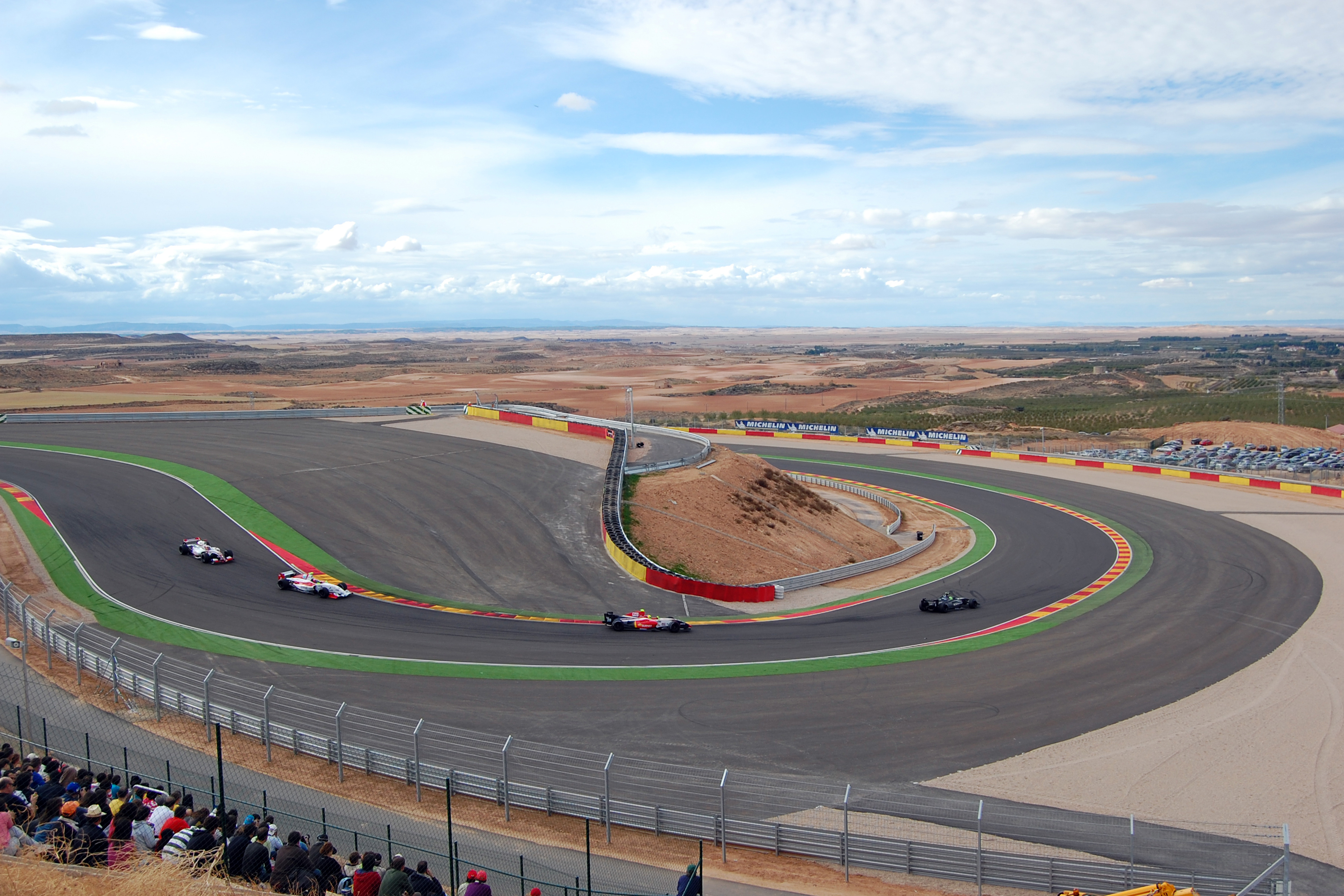
"Corkscrew"-Kurve 8 und 9

Von Start-/Ziel ist es nur ein kurzer Sprint bis Kurve 1. Danach folgen zwei Rechtskurven zur schnellen Linkskurve 4 die in die enge Kurve 5 mündet. Hin zu Kurve 6 und 7 geht es bergauf. Nach der kurzen Geraden folgt eine langsame Rechts-Links-Kombination bestehend aus den Kurven 8 und 9. Die Kurvenkombination erinnert aufgrund des steil abfallenden Profils an die legendäre "Corkscrew" auf dem Laguna Seca Raceway. Danach folgen die langen Linkskurven 10 und 11. Nächster Bremspunkt ist vor Kurve 12, die zusammen mit den drei nachfolgenden Kurven 13, 14 und 15 eine Bus-Stop Schikane bilden.
Wichtig ist die Kombination sauber zu durchfahren, um möglichst viel Geschwindigkeit mit auf die fast 1 km lange Gerade mitzunehmen, MotoGP Bikes erreichen am Ende der Geraden über 340 km/h. Danach wird heruntergebremst für die folgende Kurve 16, die in einem weiten Bogen zurück auf die Start-/Zielgerade führt.

## Veranstaltungen

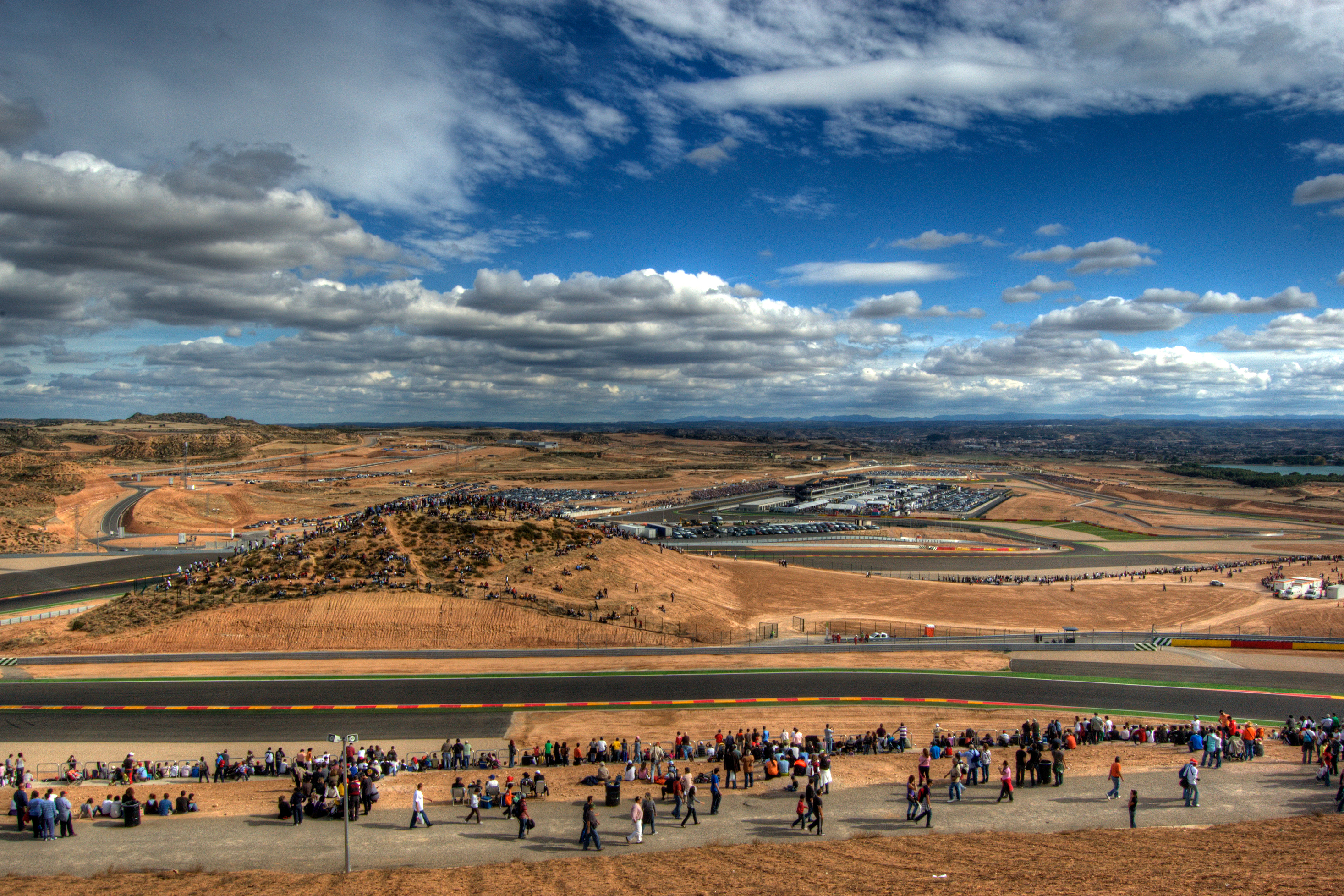
Panoramabild des Motorland Aragón

2010 fand zum ersten Mal der Große Preis von Aragonien im Rahmen der Motorrad-Weltmeisterschaft als Ersatz für den auf dem inzwischen fertiggestellten Balatonring geplanten Grand Prix von Ungarn in den Kalender.
Aktuell (Stand 2024) starten darüber hinaus die folgenden Serien auf der Strecke:
- World Superbike Serie
- Europäische Moto 2 Serie
- Spanische Superbike Serie
- Spanische GT-Serie
- Spanische Tourenwagenserie
- Spanische Formel 4 Meisterschaft

## Wissenswertes
Die hinter Kurve 13 liegende Steinwand aus Sandsteinen ist ein beliebtes Fotomotiv.

## Statistik

### Alle Sieger von MotoGP-Rennen auf dem Motorland Aragon
| Jahr | Sieger            | Motorrad | Reifen | Zeit          | Streckenlänge | Runden | Ø-Tempo      | Datum         | GP von    |
| ---- | ----------------- | -------- | ------ | ------------- | ------------- | ------ | ------------ | ------------- | --------- |
| 2010 | Casey Stoner      | Ducati   | B      | 42:16,530 min | 5,077 km      | 23     | 165,761 km/h | 19. September | Aragonien |
| 2011 | Casey Stoner      | Honda    | B      | 42:17,427 min | 5,077 km      | 23     | 165,703 km/h | 18. September | Aragonien |
| 2012 | Dani Pedrosa      | Honda    | B      | 42:10,444 min | 5,077 km      | 23     | 166,160 km/h | 30. September | Aragonien |
| 2013 | Marc Márquez      | Honda    | B      | 42:03,459 min | 5,077 km      | 23     | 166,620 km/h | 29. September | Aragonien |
| 2014 | Jorge Lorenzo     | Yamaha   | B      | 44:20,406 min | 5,077 km      | 23     | 158,043 km/h | 28. September | Aragonien |
| 2015 | Jorge Lorenzo     | Yamaha   | B      | 41:44,933 min | 5,077 km      | 23     | 167,852 km/h | 27. September | Aragonien |
| 2016 | Marc Márquez      | Honda    | M      | 41:57,678 min | 5,077 km      | 23     | 167,002 km/h | 25. September | Aragonien |
| 2017 | Marc Márquez      | Honda    | M      | 42:06,816 min | 5,077 km      | 23     | 166,366 km/h | 24. September | Aragonien |
| 2018 | Marc Márquez      | Honda    | M      | 41:55,949 min | 5,077 km      | 23     | 167,084 km/h | 23. September | Aragonien |
| 2019 | Marc Márquez      | Honda    | M      | 41:57,221 min | 5,077 km      | 23     | 167,000 km/h | 22. September | Aragonien |
| 2020 | Álex Rins         | Suzuki   | M      | 41:54,391 min | 5,077 km      | 23     | 167,188 km/h | 18. Oktober   | Aragonien |
| 2020 | Franco Morbidelli | Yamaha   | M      | 41:47,652 min | 5,077 km      | 23     | 167,637 km/h | 25. Oktober   | Teruel    |
| 2021 | Francesco Bagnaia | Ducati   | M      | 41:44,422 min | 5,077 km      | 23     | 167,853 km/h | 12. September | Aragonien |
| 2022 | Enea Bastianini   | Ducati   | M      | 41:35,462 min | 5,077 km      | 23     | 168,456 km/h | 18. September | Aragonien |
| 2024 | Marc Márquez      | Ducati   | M      | 41:47,082 min | 5,077 km      | 23     | 167,675 km/h | 1. September  | Aragonien |
| 2025 | Marc Márquez      | Ducati   | M      | 41:11,195 min | 5,077 km      | 23     | 170,1 km/h   | 8. Juni       | Aragonien |

2020 fanden aufgrund der Terminverschiebungen wegen der weltweiten COVID-19-Pandemie zwei MotoGP-Läufe auf dem Motorland Aragón statt.
Rekordsieger Fahrer: Marc Márquez (7)
Rekordsieger Konstrukteure: Honda (7)
Rekordsieger Nationen: Spanien (11)